# Mouhamed Soueid
Mouhamed Soueid (Teyarett, 31 de diciembre de 1991) es un futbolista mauritano que juega en la demarcación de centrocampista para el Al-Hedood FC de la Liga Premier de Irak.

## Selección nacional
Hizo su debut con la selección de fútbol de Mauritania en un partido amistoso contra Argelia que finalizó con un resultado de 3-1 tras el gol de Moctar Sidi El Hacen para Mauritania, y de Sofiane Hanni, Baghdad Bounedjah y Nabil Bentaleb para Argelia.

## Clubes
| Club             | País       | Año       | Partidos | Goles |
| ---------------- | ---------- | --------- | -------- | ----- |
| FC Tevragh-Zeina | Mauritania | 2014-2020 |          |       |
| FC Nouadhibou    | Mauritania | 2020-2021 |          | 13    |
| FC Tevragh-Zeina | Mauritania | 2021-2022 |          |       |
| Al-Hedood FC     | Irak       | 2021-2023 | 10       | 13    |
| Al-Talaba S. C.  | Irak       | 2023-2024 |          | 1     |
| Al-Hedood FC     | Irak       | 2024-     |          |       |